# Taiichi Ohno
Taiichi Ohno ( Dalian, 29 de febrero de 1912, Toyota (Aichi), 28 de mayo de 1990) fue un ingeniero industrial japonés. 
Es conocido por diseñar el sistema de producción Toyota, Just In Time (JIT), dentro del sistema de producción del fabricante de automóviles.

## Biografía
Taiichi nació en Dalian, ciudad que pertenecía entonces a Manchuria y hoy a China, en 1912. 
En 1932, después de graduarse como Ingeniero Mecánico en la Escuela Técnica Superior de Nagoya, comenzó a trabajar en la fábrica de telares de la familia Toyoda. 
En 1943 (Segunda Guerra Mundial) le transfirieron a la Toyota Motor Company para reiniciar las actividades de fabricación de camiones y automóviles, donde alcanzó el puesto de responsable de taller de mecanizado en 1949. 
En el año 1954 recibió el nombramiento de Director en Toyota y progresivamente fue ocupando puestos de mayor responsabilidad en la compañía hasta que en 1975 pasó a ocupar el puesto de vicepresidente.
Se retiró de su actividad profesional en el año 1978 aunque continuó ocupando su puesto en el Consejo de Administración de la compañía hasta su fallecimiento en 1990.

## Just In Time (JIT)
Just In Time (JIT), se suele traducir por "Justo a Tiempo" y se trata del diseño adecuado de un proceso industrial o administrativo para que los materiales y productos intermedios requeridos para el montaje alcancen la línea de producción justo en el momento y en la cantidad en que sean necesarios. Una compañía que establezca este sistema de producción en sus procesos podría aproximarse al inventario cero.
Taiichi Ohno entiende el proceso de producción como un flujo visto desde el final, en el cual las actividades finales de montaje van "tirando" de los materiales que requieren de los procesos anteriores. 
En este sistema de producción es muy importante establecer un sistema de comunicación preciso sobre los materiales y las cantidades necesarios en cada punto de la fábrica. Para este cometido, Ohno inventó un sistema sencillo y barato de señales llamado kanban (tarjeta en japonés) basado en tarjetas en las que se apunta el material y la cantidad que se solicita de manera continua al almacén.
Además, Ohno y su equipo desarrollaron:
- Sistema de halar (supermarket, 7 Eleven idea).
- Muda, 7 types of waste.
- Quick die changes.
- Flexible job assignments.
- Removing non-value added work.
- U-shaped cells.
- One-piece flow.
- Production leveling.